# Blind Tarn (Eskdale)
Der Blind Tarn ist ein See im Eskdale-Tal, Cumbria, England. Der See liegt an der Nordseite des Eskdale-Tals oberhalb des Haltepunktes Beckfoot der Ravenglass and Eskdale Railway. Östlich des Sees liegt der Blea Tarn und westlich der Siney Tarn. Der See hat keinen erkennbaren Zufluss bzw. Abfluss, was seinen Namen erklären soll.